# Liste der Baudenkmäler in Kirchendemenreuth
Auf dieser Seite sind die Baudenkmäler in der Oberpfälzer Gemeinde Kirchendemenreuth zusammengestellt. Diese Tabelle ist eine Teilliste der Liste der Baudenkmäler in Bayern. Grundlage ist die Bayerische Denkmalliste, die auf Basis des Bayerischen Denkmalschutzgesetzes vom 1. Oktober 1973 erstmals erstellt wurde und seither durch das Bayerische Landesamt für Denkmalpflege geführt wird. Die folgenden Angaben ersetzen nicht die rechtsverbindliche Auskunft der Denkmalschutzbehörde.

## Baudenkmäler nach Ortsteilen

### Kirchendemenreuth
| Lage                                                 | Objekt                                              | Beschreibung | Akten-Nr.              | Bild |
| ---------------------------------------------------- | --------------------------------------------------- | --- | ---------------------- | ---- |
| Bahnlinie Weiden – Oberkotzau (Standort)             | Eisenbahnbrücke                                     | Segmentbogige Brücke über den Schlatteinbach am Zufluss in die Naab, Granit-Quadermauerwerk mit Stahlgeländer, um 1900, Strecke 5050 bei Bahn-km. 89,5                           | D-3-74-128-31 Wikidata | BW   |
| Höhe (Standort)                                      | Wegkreuz                                            | Gusseisenkruzifix, zweite Hälfte 19. Jahrhundert, auf erneuertem Granitsockel | D-3-74-128-6 Wikidata  | BW   |
| In Kirchendemenreuth (Standort)                      | Bildstock                                           | Granitpfeiler mit abgefasten Kanten, Laterne mit rechteckiger Bildnische, neugotisch, bezeichnet „1862“                                                                          | D-3-74-128-2 Wikidata  | BW   |
| Höhe (Standort)                                      | Kruzifix                                            | Kreuz und Korpus aus Holz, zweite Hälfte 19. Jahrhundert | D-3-74-128-3 Wikidata  | BW   |
| Kirchendemenreuth 6; Kirchendemenreuth 14 (Standort) | Friedhofsmauer; Friedhofskreuz zugleich Grabmal     | Bruchstein mit Deckplatten, wohl 17./18. Jahrhundert Gusseisenkruzifix auf Granitsockel, wohl 1914                                                                               | D-3-74-128-4 Wikidata  | BW   |
| Kirchendemenreuth 23 (Standort)                      | Katholische Expositurkirche St. Johannes der Täufer | Saalkirche mit Walmdach und eingezogenem Rechteckchor, Chorturm mit Zwiebelhaube, im Kern romanisch, im 17./18. Jahrhundert verändert, Portal bezeichnet „1710“; mit Ausstattung | D-3-74-128-1 Wikidata  | BW   |
| Kirchendemenreuth 17 (Standort)                      | Bildhäuschen                                        | Granitschaft mit halbrunder Bildnische bezeichnet „1836“ | D-3-74-128-5 Wikidata  | BW   |
| Spitze (Standort)                                    | Wegkreuz                                            | Gusseisenkruzifix, auf Steinsockel mit Postament, neugotisch zweite Hälfte 19. Jahrhundert                                                                                       | D-3-74-128-7 Wikidata  | BW   |

### Altenparkstein
| Lage                                                                   | Objekt                       | Beschreibung                                                                                          | Akten-Nr.              | Bild |
| ---------------------------------------------------------------------- | ---------------------------- | --- | ---------------------- | ---- |
| In Altenparkstein, am Ortsrand an der Straße nach Parkstein (Standort) | Bildstock                    | Granitschaft auf Postament, Laterne mit segmentbogiger Bildnische, bezeichnet „1920“                  | D-3-74-128-9 Wikidata  | BW   |
| Irrlach; Kreisstraße NEW 25 (Standort)                                 | Bildstock                    | Toskanische Säule, Laterne mit halbrunden Bildnischen und Kugelbekrönung, Granit, 18. Jahrhundert     | D-3-74-128-11 Wikidata | BW   |
| Altenparkstein 4 a (Standort)                                          | Ortskapelle                  | Steildachbau mit halbrund geschlossenem Altarraum, Dachreiter mit Spitzhelm, um 1900; mit Ausstattung | D-3-74-128-8 Wikidata  | BW   |
| Kreisstraße NEW 25; Schindel (Standort)                                | Bildstock                    | Kurzer Granitschaft, Laterne mit segmentbogiger Bildnische, bezeichnet 1818                           | D-3-74-128-10 Wikidata | BW   |
| Berg; Kreisstraße NEW 25 (Standort)                                    | Granitkreuz, wohl Sühnekreuz | Nachmittelalterlich                                                                                   | D-3-74-128-13 Wikidata | BW   |

### Barbarahof
| Lage                 | Objekt      | Beschreibung                                                              | Akten-Nr.              | Bild           |
| -------------------- | ----------- | ------------------------------------------------------------------------- | ---------------------- | -------------- |
| Kleinberg (Standort) | Feldkapelle | Kleiner Satteldachbau, halbrund geschlossen, erste Hälfte 19. Jahrhundert | D-3-74-128-15 Wikidata | weitere Bilder |

### Denkenreuth
| Lage                         | Objekt    | Beschreibung                                                                                       | Akten-Nr.              | Bild           |
| ---------------------------- | --------- | -------------------------------------------------------------------------------------------------- | ---------------------- | -------------- |
| Mühlberger Straße (Standort) | Bildstock | Laterne mit halbrunden Bildnischen und Kreuzdach, auf verkürztem Schaft, Granit, bezeichnet „1700“ | D-3-74-128-14 Wikidata | weitere Bilder |

### Döltsch
| Lage                                  | Objekt    | Beschreibung                                                                  | Akten-Nr.              | Bild |
| ------------------------------------- | --------- | ----------------------------------------------------------------------------- | ---------------------- | ---- |
| Döltsch 9; Döltsch 9 a (Standort)     | Wegkreuz  | Gusseisenkruzifix auf Granitsockel, zweite Hälfte 19. Jahrhundert             | D-3-74-128-16 Wikidata | BW   |
| Döltsch 32 (Standort)                 | Wegkreuz  | Gusseisenkruzifix auf reliefiertem Steinsockel, zweite Hälfte 19. Jahrhundert | D-3-74-128-17 Wikidata | BW   |
| Döltsch, Staatsstraße 2395 (Standort) | Wegweiser | Schlanker Granitpfeiler mit Inschriften, um 1900                              | D-3-74-128-22 Wikidata | BW   |

### Klobenreuth
| Lage                      | Objekt                 | Beschreibung                                                                                      | Akten-Nr.              | Bild |
| ------------------------- | ---------------------- | ------------------------------------------------------------------------------------------------- | ---------------------- | ---- |
| In Klobenreuth (Standort) | Ortskapelle Maria Hilf | Steildachbau, dreiseitig geschlossen, turmartiger Dachreiter mit Knickhelm, 1875; mit Ausstattung | D-3-74-128-18 Wikidata | BW   |

### Menzlhof
| Lage                   | Objekt        | Beschreibung | Akten-Nr.              | Bild |
| ---------------------- | ------------- | --- | ---------------------- | ---- |
| In Menzlhof (Standort) | Wegkapelle    | Satteldachbau, dreiseitig geschlossener Altarraum, Dachreiter massiv nit Zeltdach, neuromanisch, bezeichnet „1906“ | D-3-74-128-20 Wikidata | BW   |
| Menzlhof 2 (Standort)  | Aussiedlerhof | Wohnhaus, stattlicher zweigeschossiger Bau mit einseitig abgewalmtem Satteldach, Obergeschoss Fachwerk im Kern 17. Jahrhundert, später verändert Wirtschaftsgebäude, winkelförmiger Baukörper mit Satteldach, nach Westen Stallteil, zum Teil massiv, nach Norden Stadel, 18./19. Jahrhundert | D-3-74-128-30 Wikidata | BW   |
| Menzlhofweg (Standort) | Bildstock     | Granitpfeiler mit abgefasten Kanten, Laterne dreiseitig mit Bildnischen, um 1700 | D-3-74-128-21 Wikidata | BW   |

### Oed
| Lage             | Objekt   | Beschreibung                                                            | Akten-Nr.     | Bild |
| ---------------- | -------- | ----------------------------------------------------------------------- | ------------- | ---- |
| Oed 9 (Standort) | Wegkreuz | Gusseisenkreuz auf profiliertem Granitsockel, 2. Hälfte 19. Jahrhundert | D-3-74-128-33 | BW   |

### Obersdorf
| Lage                        | Objekt    | Beschreibung                                                    | Akten-Nr.              | Bild |
| --------------------------- | --------- | --------------------------------------------------------------- | ---------------------- | ---- |
| Nähe Hahnenmühle (Standort) | Bildstock | Kurzer Granitschaft, Laterne mit halbrunder Bildnische, um 1700 | D-3-74-128-23 Wikidata | BW   |

### Püllersreuth
| Lage                                                       | Objekt                         | Beschreibung | Akten-Nr.              | Bild |
| ---------------------------------------------------------- | ------------------------------ | --- | ---------------------- | ---- |
| Püllersreuth 2 1/2 (Standort)                              | Bildstock                      | Granitpfeiler, Laterne mit Maßwerk-Bildfeld und Kreuzaufsatz, neugotisch, zweite Hälfte 19. Jahrhundert                                                       | D-3-74-128-25 Wikidata | BW   |
| Püllersreuth 18 (Standort)                                 | Katholische Kirche St. Andreas | Saalkirche mit Walmdach und eingezogenem, vierseitig geschlossenem Chor, Chorturm mit Knickhelm, Langhaus im Kern romanisch, Chorapsis gotisch, 1680 erneuert | D-3-74-128-24 Wikidata | BW   |
| In Püllersreuth; Lohe; Püllersreuth – Kr NEW 25 (Standort) | Wegkreuz                       | Wegkreuz, Gusseisenkruzifix auf schlankem Granitpfeiler mit Laterne, 2. Hälfte 19. Jahrhundert, Pfeiler wohl älter                                            | D-3-74-128-26 Wikidata | BW   |
| In Püllersreuth (Standort)                                 | Wegkreuz                       | Gusseisenkruzifix auf Granitsockel mit Basis und Kapitell, bezeichnet „1855“                                                                                  | D-3-74-128-27 Wikidata | BW   |

### Wendersreuth
| Lage                       | Objekt                      | Beschreibung | Akten-Nr.              | Bild |
| -------------------------- | --------------------------- | --- | ---------------------- | ---- |
| In Wendersreuth (Standort) | Ortskapelle Heilige Familie | Steildachbau, dreiseitig geschlossener Altarraum, Giebelreiter mit Glockenhaube, neuromanisch, zweite Hälfte 19. Jahrhundert; mit Ausstattung. | D-3-74-128-28 Wikidata | BW   |
| See (Standort)             | Granitkreuz                 | Mit eingeritzter Pflugschar, nachmittelalterlich                                                                                               | D-3-74-128-29 Wikidata | BW   |

## Ehemalige Baudenkmäler
In diesem Abschnitt sind Objekte aufgeführt, die früher einmal in der Denkmalliste eingetragen waren, jetzt aber nicht mehr. Objekte, die in anderem Zusammenhang also z. B. als Teil eines Baudenkmals weiter eingetragen sind, sollen hier nicht aufgeführt werden. Aktennummern in diesem Abschnitt sind ehemalige, jetzt nicht mehr gültige Aktennummern.

| Lage                          | Objekt      | Beschreibung     | Akten-Nr.              | Bild |
| ----------------------------- | ----------- | ---------------- | ---------------------- | ---- |
| Kreisstraße NEW 25 (Standort) | Granitblock | Um 1900          | D-3-74-128-12 Wikidata | BW   |
| Klobenreuth 2 (Standort)      | Kreuz       | bezeichnet 1796. | D-3-74-128-19 Wikidata | BW   |